# HMS Prince Rupert
Le HMS Prince Rupert était un monitor de classe Lord Clive de la Royal Navy construit durant la Première Guerre mondiale. Il fut nommé d’après le prince Rupert du Rhin, un important commandant royaliste de la guerre civile anglaise et une figure clé de la marine de la Restauration. Bien qu’il soit le seul navire de la Royal Navy à avoir jamais porté ce nom précis, d’autres navires ont été nommés d’après le Prince Rupert sous le nom de HMS Rupert. Sa batterie principale de 12 pouces a été retirée des cuirassés obsolètes de la classe Majestic.
Les monitors de classe Lord Clive ont été construits en 1915 pour combattre l’artillerie côtière allemande dans la Belgique occupée. Le Prince Rupert, avec ses sister-ships, était régulièrement engagé dans cette mission au sein de l’escadre de surveillance de Douvres. Ils bombardaient les positions allemandes le long de la côte et à l’intérieur des terres avec leurs canons lourds.
Après l’armistice du 11 novembre 1918, le Prince Rupert et tous ses sister-ships sont mis en réserve en attendant leur démolition, car leur raison d’être avait pris fin avec la libération de la Belgique. Le Prince Rupert fut démoli en 1923, deux ans après tous ses navires-jumeaux, car il avait été brièvement attaché à la frégate de pierre HMS Pembroke au chantier naval de Chatham.